# Xanthosoma
Xanthosoma és un gènere de prop de 50 espècies de tropicals i subtropicals de la família, Araceae, divisió de les angiospermes. Són totes natives d'Amèrica tropical.
Diverses espècies són conreades per les seves cormos rics en midó, i són una important font d'aliment en diverses regions. Són conegudes com a mafafa, malanga, cocoñame, ocumo, bore, yautía, chonque, macabo, rascadera i tania.
Altres espècies (especialment X. roseum) són utilitzades com planta ornamental, i popularment se'ls coneix com a fulla elegant per les seves llustroses i grans fulles, o orella d'elefant per certa semblança de la gran fulla amb l'orella de l'elefant. Una altra varietat d'aquesta espècie té les fulles esquinçades però amb les seves parts unides en el tall de la fulla, i és anomenada costella d'Adam.
Són herbes amb 3 a 18 segments. Les fulles de la majoria de les espècies de Xanthosoma tenen de 40 a 200 centímetres de llarg, són acoratzonades sagitades (amb punta). Al contrari de les del gènere Colocasia no són peciolades pel centre, sinó que el tall en V s'exiende al punt d'unió de la sortida del pecíol a la fulla.

## Espècies seleccionades
- Xanthosoma atrovirens K. Koch & Bouché
- Xanthosoma brasiliense (Desf.) Engl.
- Xanthosoma caracu K. Koch & Bouché
- Xanthosoma helleborifolium (Jacq.) Schott
- Xanthosoma hoffmannii Schott
- Xanthosoma robustum Schott
- Xanthosoma roseum Schott
- Xanthosoma sagittifolium (L.) Schott
- Xanthosoma undipes (K. Koch) K. Koch
- Xanthosoma violaceum Schott